# ایگناتسووکا (استان اشوی‌داشکسیه)
ایگناتسووکا (به لهستانی: Ignacówka) یک منطقهٔ مسکونی در لهستان است که در گمینا یندژیوو واقع شده‌است.